# Vandana
Vandana (în hindi आराधना, transliterat: Aradhana) este un film de dragoste indian în limba hindi din 1969, regizat de Shakti Samanta⁠(d), cu Sharmila Tagore⁠(d) și Rajesh Khanna⁠(d) în rolurile principale. A câștigat premiul Filmfare pentru cel mai bun film la cea de-a 17-a ediție a premiilor Filmfare. Sharmila Tagore a câștigat singurul ei premiu Filmfare pentru cea mai bună actriță. Succesul imens al filmului Vandana, lansat inițial în hindi și dublat în bengali, a determinat realizarea a două remake-uri: filmul tamil Sivagamiyin Selvan (1974) și filmul telugu Kannavari Kalalu (1974). Acest film se numără printre cele 17 filme de succes consecutive ale lui Rajesh Khanna realizate între 1969 și 1971. Vandana a fost un blockbuster în India și Uniunea Sovietică. Tema filmului provine din filmul de dragoste american To Each His Own (1946).

## Distribuție
- Sharmila Tagore — Vandana Verma / Vandana Tripathi (văduva lui Arun)
- Rajesh Khanna — locotenentul de aviație Arun Verma / Suraj Prasad Verma / Suraj Prasad Saxena
- Sujit Kumar — comandorul de aviație Madan Verma
- Ashok Kumar — comandorul de aviație (r) Ganguli
- Pahari Sanyal — Gopal Tripathi
- Anita Guha — dna Prasad Saxena
- Abhi Bhattacharya — Ram Prasad Saxena
- Madan Puri — temnicerul
- Asit Sen — Tikaram
- Farida Jalal — Renu Verma (soția lui Suraj)
- Subhash Ghai — locotenentul de aviație Prakash (colegul și prietenul lui Suraj)
- Krishna Kant — dl Verma (tatăl lui Arun)

## Premii
Premiile Filmfare 1969
- Cel mai bun film — Shakti Samanta
- Cea mai bună actriță — Sharmila Tagore
- Cel mai bun cântăreț de playback — Kishore Kumar pentru piesa „Roop Tera Mastana”